# Sophie von La Roche
Marie Sophie von La Roche roz. Gutermannová von Gutershofen (6. prosince 1730, Kaufbeuren – 18. února 1807, Offenbach nad Mohanem) byla německá spisovatelka, salonnière (hostitelka salonu), romanopiskyně, která v době osvícenství psala v sentimentalistickém stylu. Jedná se o první německou finančně nezávislou spisovatelku, která byla vydavatelkou a autorkou prvního německého časopisu pro ženy s názvem Pomona.

## Životopis
Marie Sophie se narodila v Kaufbeurenu jako nejstarší dítě lékaře Georga Friedricha Gutermanna původem z Biberachu nad Rißou a jeho ženy Barbary roz. Unholdové. Vyrůstala společně s rodinou v měšťanském domě a své dětství strávila v Lindau nebo Augsburgu. Augsburský patricij a později starosta Jacob Wilhelm Benedikt von Langenmantel byl velkým přítelem jejího otce. Učila se brzy číst, poněvadž její vzdělání bylo pro jejího pietistického a ambiciózního otce velmi důležitým. Byla vychovávána klasicky jako ostatní dívky v dřívější době. Dostalo se jí též vychování v podobě hudby, jazyků, literatury, umění a v ženských pracích, pro tu dobu příliš důležitých. Její velké přání bylo naučit se latinsky, tohoto vzdělání se jí ovšem nedostalo.
Po jejím uvedením do společnosti se roku 1747 zamilovala do italského lékaře Giovanniho Ludovica Bianconiho (1717–1781); ze sňatku nakonec ovšem sešlo z důvodu rozdílné konfese a odporu otců. Během pobytu v Biberachu nad Rißou se v roce 1750 zasnoubila s téměř o tři roky mladším bratrancem Christophem Martinem Wielandem, německým básníkem. Vztah ovšem také nevyšel, kvůli tomu, že Wieland chtěl jít studovat do Curychu a Tübingenu a Sophii se dlouhé odloučení nelíbilo.
Na konci roku 1853 se provdala za kurzmainzischenského radního Georga Michaela Franka von La Roche (1720–1788), správce majetku a osobního tajemníka svého adoptivního otce Friedricha von Stadium Warthausena, ministra zahraničí Kurmainzu. Rodina nejdříve žila v Mohuči na kurfiřtském dvoře. Ze všech narozených dětí se dospělého věku dožilo jen pět: Maximiliane (4. května 1756–19. listopadu 1793), Fritz (10. prosince 1757–1814), Luise „Lulu“ (13. května 1759–1832, později Luise Möhnová), Carl (11. ledna 1766–1839) a Franz Wilhelm (16. dubna 1768–1791).
Od roku 1761 do roku 1768 byla Sophie von La Roche společnicí a dvorní dámou u svého tchána na zámku Warthausen u Biberachu nad Rißou (kde se Sophie a Wieland zvonu setkali). Byla zde velice rozsáhlá knihovna (1400 svazků – 550 děl), jež byla z větší části převezena na český zámek Kozel poblíž Plzně. Psala korespondenci ve francouzštině a často doprovázela hraběte do jeho venkovského sídla v Bönnigheimu. Její manžel byl hrabětem jmenován hlavním exekutorem zámku Bönnigheim, tam ho Sophie následovala v roce 1770. Zde též dokončila – na radu svého přítele faráře – román, který již počala psát ve Warthausenu – Příběh slečny ze Sternheimu.
Po pracovním přesunu jejího muže roku 1771 do Koblenze (pracoval zde jako trevírský tajný rada) často pořádala ve svém domě v Koblenzi literární salón, jehož návštěvníky se stali Johann Wolfgang von Goethe, Johann Bernhard Besedow, Wilhelm Heinse, Johann Georg Jacobi nebo Johann Caspar Lavater. Jejím věrným přítelem byl Johann Heinrich Jung, kterého seznámila s Marií Salamonovou, kterou si později vzal.
V roce 1780, pět let poté, co byl jejímu manželovi udělen šlechtický titul, byl její manžel propuštěn kvůli své kritice šlechty a mnišství kurfiřtem Clemensem Wenzeslausem. Tímto Sophiin literární salón v Ehrenbreitsteinu náhle skončil. Rodiny se ujal jejich přítel Christoph Philipp Willibald von Hohenfeld ve Špýru. Dům (Maxmilianstraße 99), kde navštěvovala také německého básníka Friedricha Schillera, ještě existuje a je brán jako její pamětní místo. V této době vedla Sophie von La Roche korespondenci s vídeňskou skladatelkou a pianistkou Marií Theresií von Paradis, která Sophii během svého evropského turné od roku 1783 mnohokráte navštěvovala. Maria Theresia Paradis provozovala svou vlastní školu pro nevidomé a salon filozofické hudby ve Vídni a prostřednictvím korespondence se Sophií von La Roche byla vždy informována o událostech a názorech na „Západě“. Roku 1786 si pořídil pár La Roche nemovitost v Offenbachu nad Mohanem a to takzvaný grilovací dům. O dva roky později Sophie ovdověla; v důsledku francouzské okupace levého břehu Rýna roku 1794 přestala dostávat svůj vdovský důchod, takže byla nucena zajistit si obživu prostřednictvím svých literárních děl.
Přes dceru Maxmiliánu, která se vdala za obchodníka a diplomata Petera Antona Brentata, se stala babičkou německého básníka Clemense Brentata a německé skladatelky Bettiny von Arnim. Když Maxmiliane léta páně 1793 náhle skonala, vzala si Sophie z jejích osmi nezletilých dětí tři dívky na starost.
Sophie von La Roche pak vydávala velice sentimentalistické romány (například 1771 Příběhy slečny von Sternheim – nejdříve vydáno anonymně pod jménem "vydavatele" Wielanda). Díky úspěchu tohoto románu je Sophie von La Roche považována za první německou finančně nezávislou spisovatelku.
Její časopis Pomona byl prvním německým časopisem pro ženy (1783–1784). S tímto filozofickým vzdělávacím a osvětovým časopisem stála Sophie von La Roche v příkrém kontrastu s módními časopisy té doby, které se zaměřovaly hlavně na vnější krásu „slabého pohlaví“, aby ženy mohly být považovány za „mužské ozdoby“ v dosud patriarchální společnosti.
V tomto časopise uctila též hudebního vydavatele a impresária Heinricha Phillipa Boßlera, s kterým vedla vřelý kontakt.
Ve své třinácté knize O poezii a pravdě napsal Goethe o Sophii von La Roche tyto věty: "Byla to nejkrásnější Němka, nemohu ji srovnat s žádnou jinou. Štíhle a jemně stavěna, spíše většího vzrůstu, která i ve svých vyšších letech si uměla zachovat určitou eleganci, která se elegantně pohybovala mezi chováním ušlechtilé dámy a hodné buržoazní ženy."
Sophie von La Roche je pohřbena v Kostele sv. Pankráce v městské části Offenbach-Bürgel. Její smrt byla zmíněna i v Ausburgu: "18. února 1807 zemřela v 77 letech v Offenbach nad Mohanem známá spisovatelka, tajná státní poradkyně, Sophie von La Roche, rozená Gutermannová."

## Dílo
- Příběh slečny ze Sternheimu. Čerpáno z originálních dokumentů a jiných spolehlivých zdrojů. 2 svazky. Vydáno v Lipsku 1771.
- Umíněnost lásky a přátelství. Vydáno v Curychu 1772.
- Rozárčiny dopisy její přítelkyni Marianě von St**. 3 svazky. Altenburg 1780–1781.
- Pomona. Špýr 1783–1784.
- Dopisy Lině, kniha pro mladé ženy, které chtějí vzdělávat své srdce a mysl. Mannheim 1785.
- Nové morální příběhy. Altenburg 1786.
- Deníček o cestě skrz Švýcarsko. Altenburg 1787.
- Deníček o cestě skrz Francii. Altenburg 1786.
- Deníček o cestě skrz Holandsko a Anglii. Offenbach 1788.
- Příběhy Mißi Lony a pěkného spolku. Gotha 1789.
- Dopisy o Mannheimu. Curych 1791.
- Popis života Frideriky Baldingerové, psaný od ní, s předmluvou Sophie von La Roche. Offenbach nad Mohanem 1791.
- Rozárie a Cleberg na venkově. Offenbach nad Mohanem 1791.
- Vzpomínky z mé třetí cesty do Švýcarska. Offenbach nad Mohanem 1793.
- Dopisy Lině jako matce. 2 svazky. Lipsko 1795–1797.